# ميهالي كارولي
ميهالي كارولي (بالمجرية: Mihály Károlyi) (و. 1875 – 1955 م) هو عالم اقتصاد، وسياسي، ودبلوماسي من المجر ولد في بودابست.

## روابط خارجية
- ميهاي كارويي على موقع الموسوعة البريطانية (الإنجليزية)
- ميهاي كارويي على موقع مونزينجر (الألمانية)